# Georges Breitman
Pour les articles homonymes, voir Breitman.
Georges Breitman (né le 27 mars 1920 à Paris et mort le 27 janvier 2014 à Paris) est un médecin et athlète français spécialiste du saut à la perche.

## Origines familiales
Georges Breitman est le fils du médecin et homme politique Lucien Breitman, le frère aîné du comédien Jean-Claude Deret (né Claude Breitman) et de l'écrivain Michel Breitman, l'oncle de la comédienne Zabou Breitman et le cousin de Dominique Strauss-Kahn.
- Grégoire Georges Breitman (né le 10 juin 1859 à Ananiev en Transnistrie dans la région d'Odessa en Ukraine (Empire russe) - mort en 1914), médecin, épouse Tatiana Berkoff (née le 13 janvier 1862 à Odessa en Ukraine (Empire russe) - morte en 1931)
  - Lucien Breitman épouse Lucienne Gilberte Deret le 2 avril 1921 à Paris
    - Georges Breitman
    - Claude Breitman dit Jean-Claude Deret (1921-2016), scénariste, est le père de trois enfants dont l'actrice
      - Isabelle Breitman dite Zabou Breitman (1959), actrice, réalisatrice et metteur en scène

    - Michel Breitman (1926-2009), écrivain et traducteur

  - Blanche Rosalie Breitman (1891-?) épouse en 1917 André Fellus Shemaoun (né à Tunis en 1887-?)
    - Jacqueline Fellus (1919-2006) épouse Gilbert Strauss (1918-1992)
      - Dominique Strauss-Kahn (1949)

## Carrière sportive
Il a notamment détenu le record de France en 1949 avec un saut de 4,11 m réalisé à Londres le 1er août 1949. 
Membre du Paris Université Club, il a été champion de France à sept reprises entre 1943 et 1953, 5e des Championnats d'Europe de 1949 à Oslo et a participé aux Jeux olympiques de Londres et d'Helsinki (1).
Il a été sélectionné 36 fois en équipe de France (1).
À plus de 80 ans, il sautait encore à la perche, réalisant 1,80 m à Bordeaux le 9 mars 2001.
(1) Reportage incluant 4 photos de l'athlète rédigé par Marcel Hansenne dans L'Equipe Athlétisme magazine n°33 du mercredi 10 novembre 1970.

## Palmarès
| Date | Compétition                       | Lieu     | Résultat | Performance |
| ---- | --------------------------------- | -------- | -------- | ----------- |
| 1946 | Championnats de France            | Colombes | 1er      | 3,70 m      |
| 1947 | Jeux mondiaux universitaires FISU | Paris    | 2e       | 3,90 m      |
| 1949 | Jeux mondiaux universitaires UIE  | Budapest | 2e       | 4,10 m      |
| 1953 | Championnats de France            | Colombes | 1er      | 3,95 m      |